# Kashima (1940)
El Kashima (鹿島練習?) fue un crucero ligero de la Armada Imperial Japonesa perteneciente a la Clase Katori, de la cual fue la única unidad sobreviviente durante el Frente del Pacífico durante la Segunda Guerra Mundial.

## Características
El Kashima estaba clasificado como Crucero ligero, fue diseñado para el entrenamiento de clases y combinaba diversos armamentos para dicho fin.
Tenía una propulsión mixta a base de motores Diésel y máquinas de triple expansión de vapor, y militarmente era considerado como unidad de escasa potencia y velocidad. Sirvió inicialmente como buque escuela para luego pasar en tiempo de guerra a ser líder de flotilla, buque de patrulla antisubmarinos y transporte de tropas.

## Historial operativo
El Kashima fue botado en mayo de 1940 siendo la segunda unidad de su clase y fue bautizado en honor a un santuario sintoísta llamado Kashima Jingu ubicado en la prefectura de Ibakari en Japón. Fue comisionado en julio de 1940, asignado a la base de Kure y encuadrado en el escuadrón de entrenamiento junto al Katori, cabeza de su clase.
En noviembre de 1940 fue asignado como líder de flotilla de la 18.ª División de cruceros y enviado a Shanghái. 
En diciembre de 1941 fue asignado como buque insignia del almirante Inoue Shigeyoshi y encuadradado en la 14.ª flota basada en Truk donde sirvió como buque de patrulla.

### Guerra del Pacífico
El 20 de enero de 1942 fue enviado a Kavieng, (Papúa-Nueva Guinea) para apoyar el desembarco de tropas. A comienzos de mayo participó indirectamente en la Batalla del Mar de Coral como buque líder de flotilla con base en Rabaul. En julio entró en el astillero de Kure para llevar a cabo una modernización, eliminándose sus cañones de saludo ceremonial de 5 cm por montajes de ametralladoras tipo 96 de 25 mm. El resto del año 1942 el Kashima realizó labores de patrulla y alerta lejana en el área de Truk.
En 1943, el Kashima sirvió principalmente como buque de entrenamiento entre las islas Truk y Kure, luego fue asignado como buque escuela en Etajima. En 1944 fue reasignado a labores de patrulla y en noviembre fue modernizado dotándosele de capacidad ofensiva antisubmarina e instalándosele un radar tipo 21 de superficie, hidrófonos y rampas para 100 cargas de profundidad protegidas por blindaje de cemento. Se le incrementó su defensa antiaérea con más montajes de 25 mm. Asimismo se le montó un radar tipo 13 para detección aérea.
En enero de 1945 fue asignado como buque insignia de la 102.ª flotilla de escoltas basada en Kure; en febrero de ese año fue asignado a patrullas antisubmarinas en el área de isla Chrisan. El 27 de febrero de 1945 estando en tránsito en el mar de China Oriental, cerca de la costa de Ningbo fue emboscado por los submarinos USS Albacore y USS Rasher; la tripulación del Kashima detectó anticipadamente a los agresores y defendió valerosamente su nave atacando al cañón, lanzando cargas de profundidad y desplegando su avión de observación para detección del enemigo. Para evitar el contraataque, se situó en aguas muy someras de la costa al límite de su calado para evitar el torpedeamiento. El ataque finalmente fue abortado por los americanos al anochecer.
En mayo de 1945 fue asignado a labores de patrulla antisubmarina en aguas de Corea. El 19 de mayo colisionó con el carguero Daishin Maru en el Estrecho de Tsushima, causando daños en su proa que le obligaron a trasladarse a Chinkai para efectuar reparaciones.
El 10 de julio de 1945 fue enviado a Nanao donde le sorprendió el fin de las hostilidades. El 22 de agosto de ese año entró con banderas negras en el puerto de Kure donde se rindió y se le desarmó. El Kashima resultó ser la única unidad operativa intacta de su clase que sobrevivió a la guerra.

### Posguerra
Fue asignado para labores de repatriación transportando 5.800 soldados japoneses entre septiembre de 1945 y noviembre de 1946 (en total 13 misiones). Se le dio de baja en la lista de navíos de la Armada en noviembre de 1946. En junio de 1947 fue desguazado y desmantelado en el complejo industrial Kawanami- Koyagishima cerca de Nagasaki.